# Shelby, Carolina de Nord
Shelby este un oraș și sediul comitatului Cleveland, statul  Carolina de Nord,  Statele Unite ale Americii.